# Chiusanico
Chiusanico (im Ligurischen: Ciusànego) ist eine norditalienische Gemeinde mit 599 Einwohnern (Stand 31. Dezember 2023) in der Region Ligurien. Politisch gehört sie zu der Provinz Imperia.

## Geographie
Chiusanico gehört zu der Comunità Montana dell’Olivo und ist circa 16 Kilometer von der Provinzhauptstadt Imperia entfernt.
Nach der italienischen Klassifizierung bezüglich seismischer Aktivität wurde die Gemeinde der Zone 3 zugeordnet. Das bedeutet, dass sich Chiusanico in einer seismisch wenig aktiven Zone befindet.

## Klima
Die Gemeinde wird unter Klimakategorie D klassifiziert, da die Gradtagzahl einen Wert von 2051 besitzt. Das heißt, die in Italien gesetzlich geregelte Heizperiode liegt zwischen dem 1. November und dem 15. April für jeweils 12 Stunden pro Tag.

## Gemeindepartnerschaften
Chiusanico unterhält zu folgenden Gemeinden eine Partnerschaft:
- Vilobí del Penedès, Spanien, seit 2003